# Strongylocentrotus purpuratus
Oursin pourpre
Espèce
Répartition géographique
L’oursin pourpre (Strongylocentrotus purpuratus) est une espèce d'oursin de la famille des Strongylocentrotidae, qui vit sur la côte Ouest de l'Amérique du Nord.

## Description
C'est un oursin régulier de forme globulaire et de couleur sombre (généralement violet, mais pouvant tirer sur le rose). Sa coquille (« test ») est légèrement aplatie dorsalement. Ses piquants (« radioles ») sont généralement violets ou pourpres, avec souvent des reflets verts à la base et la pointe plus claire. Il mesure jusqu'à 10 cm de diamètre radioles comprises, et pourrait vivre près de 70 ans. Il est l'un des oursins les plus communs des côtes ouest-américaines.

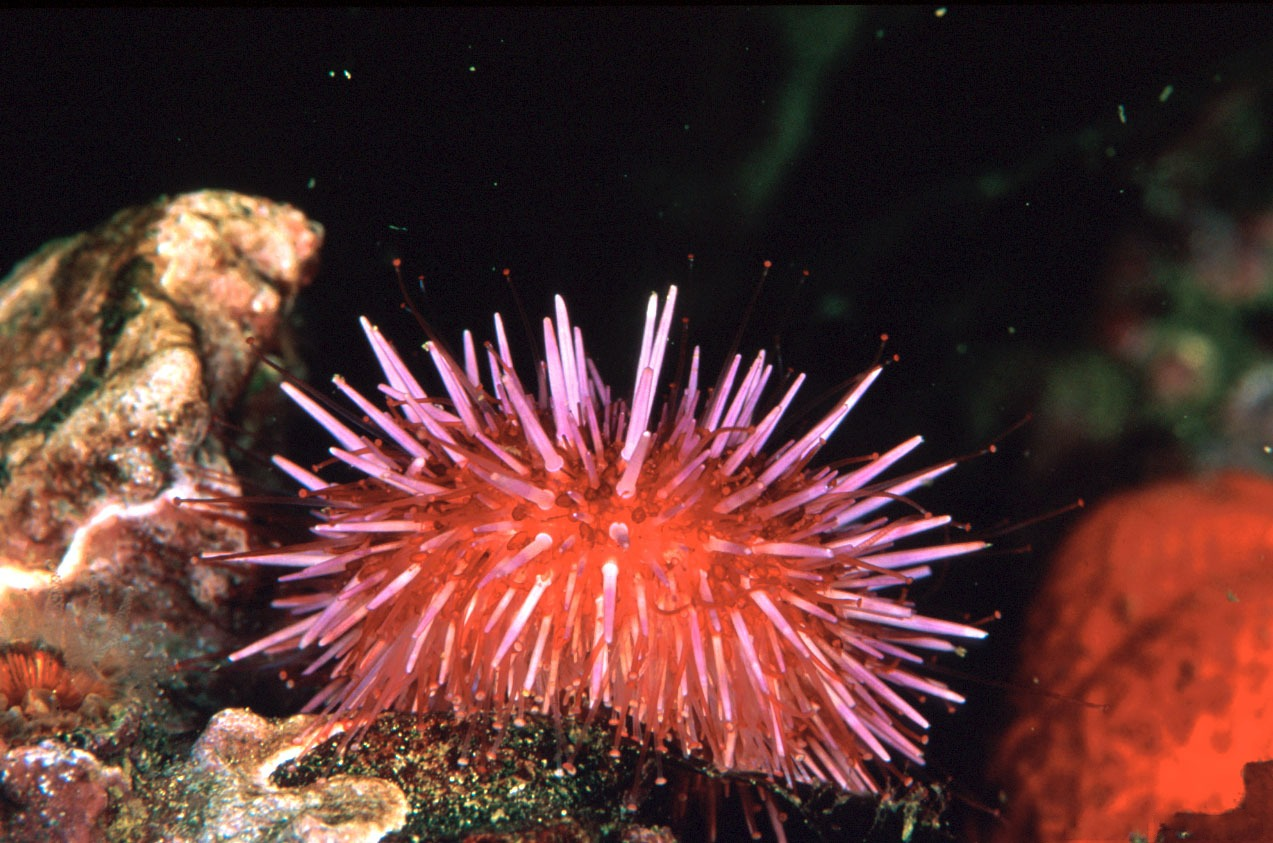
Jeune spécimen de couleur rouge.
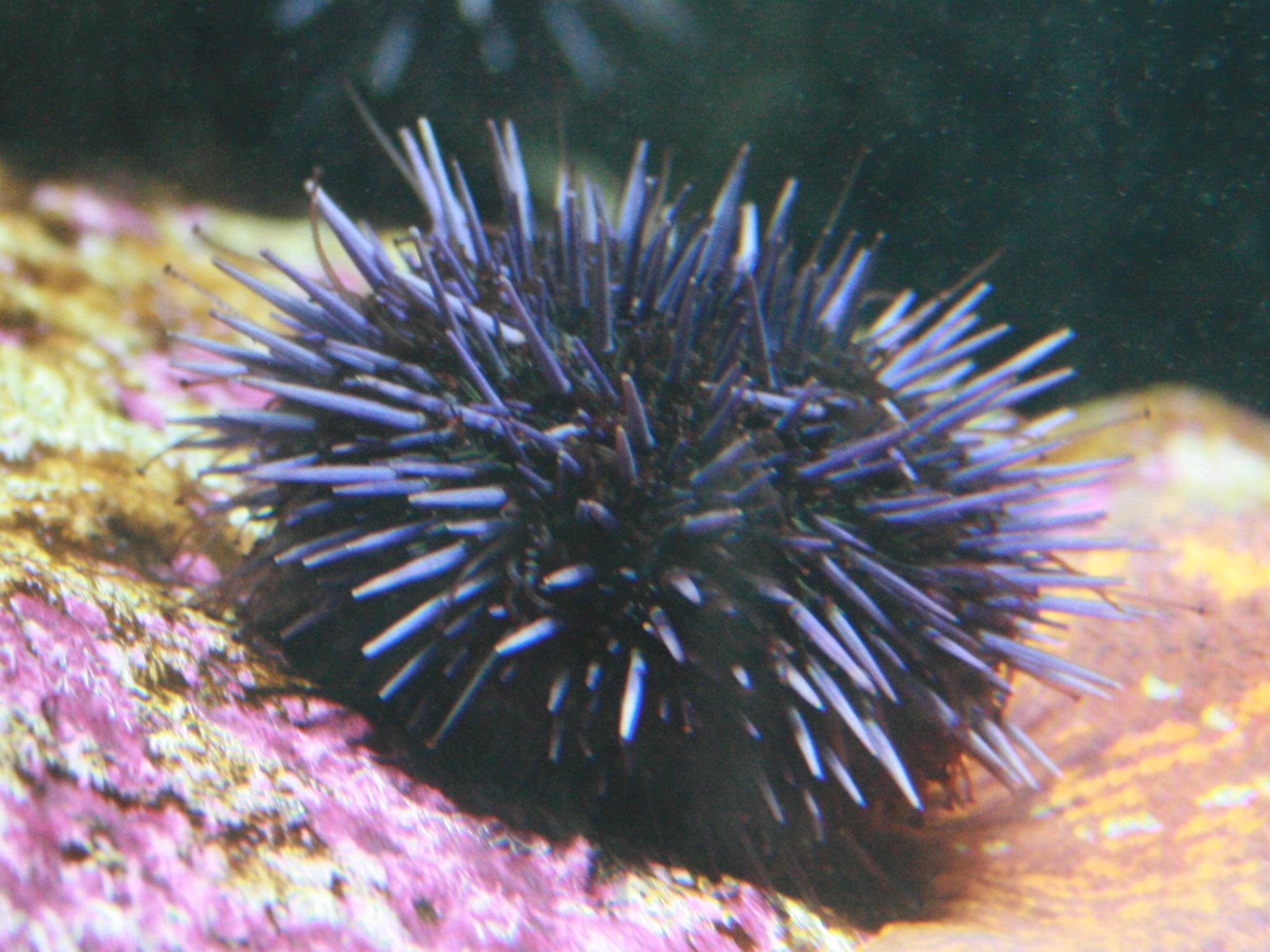
Spécimen photographié en Californie.
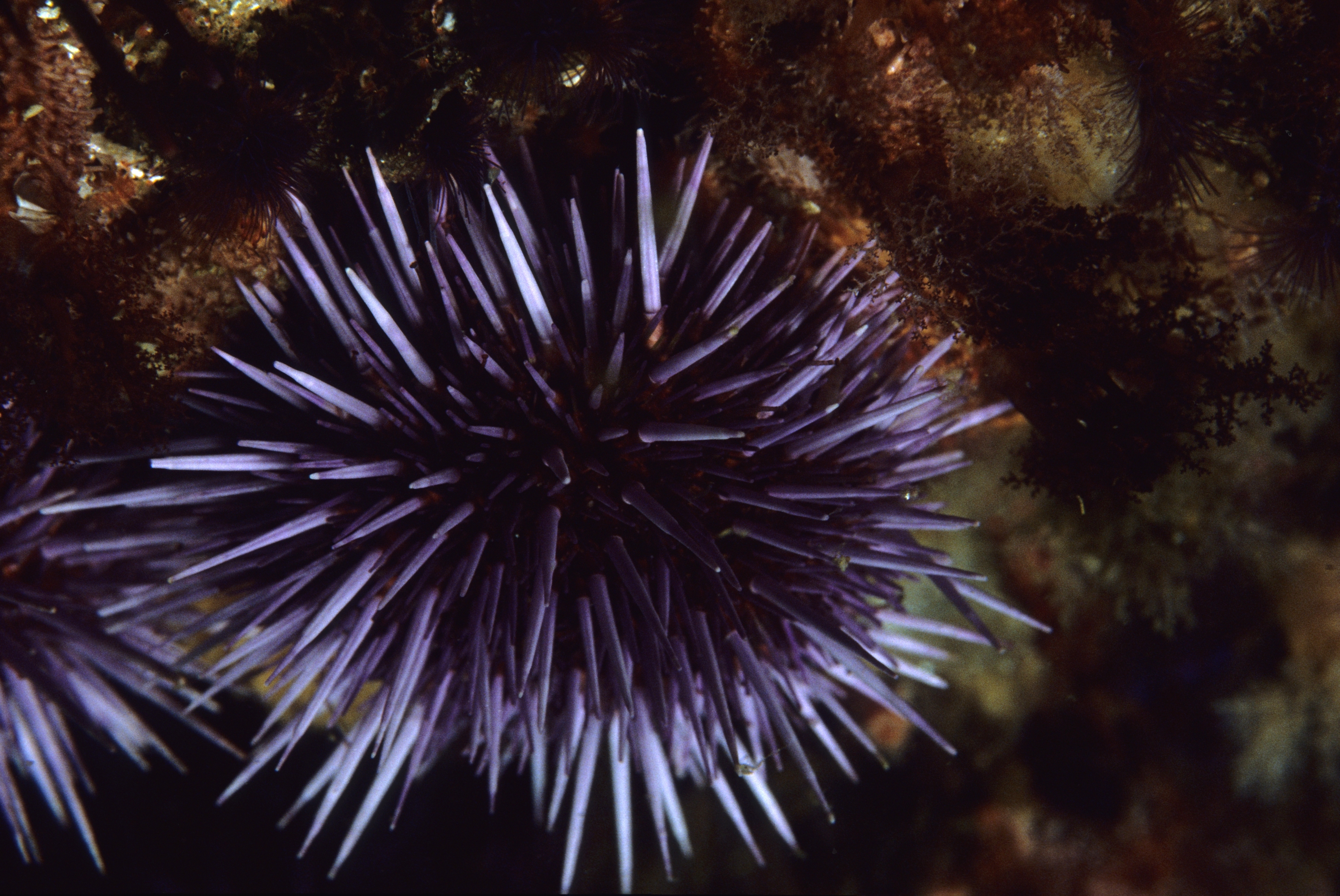
Autre spécimen photographié en Californie.
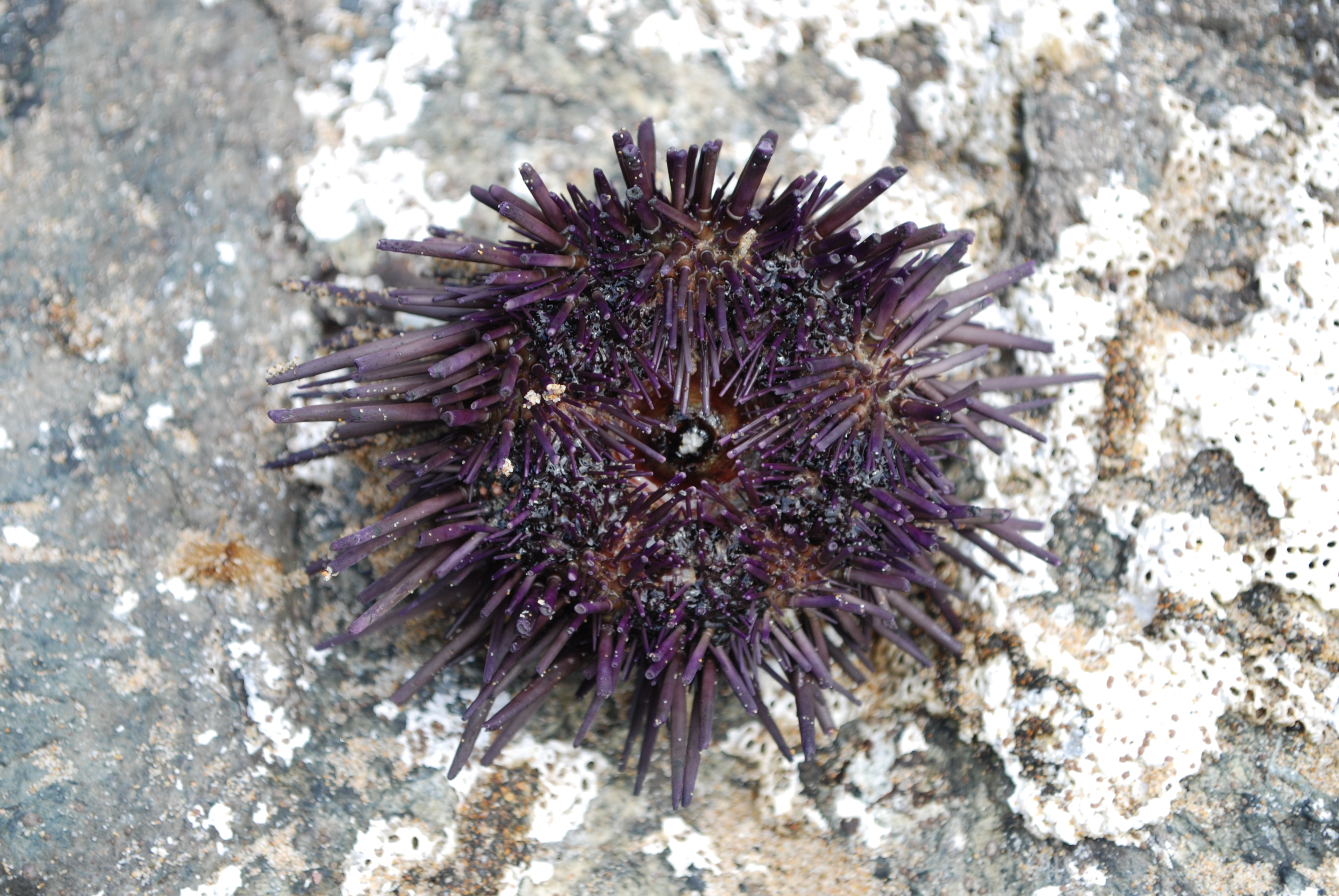
Face orale.

## Répartition et habitat

Là où la roche est tendre, les oursins pourpres se creusent des logettes comme les oursins perforants.

Il se rencontre sur les côtes nord-est du Pacifique, de la Californie au Canada, où il se trouve dans une grande diversité de milieux, tant qu'il peut se ménager des cachettes (il n'aime donc pas le sable ni les milieux trop ouverts). C'est notamment un habitant des forêts sous-marines de kelp, où son principal prédateur est la loutre de mer.

## Écologie et comportement
Cet oursin est un brouteur herbivore, qui se nourrit d'algues et de plantes aquatiques, avec une préférence pour le kelp. Il ne dédaigne cependant pas d'autres opportunités alimentaires : charognes, animaux sessiles, spongiaires... Ils broutent la nourriture située en dessous d'eux au moyen de leur appareil masticateur très puissant, appelé « lanterne d'Aristote ».
Ces oursins sont de mœurs principalement nocturnes, et préfèrent passer la journée dissimulés (surtout les jeunes, plus vulnérables). Comme les oursins perforants, ils sont capables de se creuser des logettes dans les roches tendres au moyen de leur radioles et de leurs dents ; ils y passent ainsi la journée à l'abri des prédateurs. Une étude de 2018 a démontré que leur capacité de forage était impressionnante, et concernait aussi bien les roches tendres comme le grès que des roches dures comme le granit.
Cet oursin très abondant sur les côtes californiennes joue un rôle capital dans l'équilibre des écosystèmes : là où les loutres de mer ont disparu, ils tendent à devenir invasifs, entraînant un surpâturage du kelp et une érosion des substrats. Inversement, dans les endroits où il se fait plus rare (chalutage, ramassage, pollution, perturbations), les algues tendent à proliférer.

## L'oursin pourpre et l'Homme

### Piqure
Comme la plupart les oursins, l'oursin pourpre est souvent responsable de vives douleurs quand un baigneur marche dessus par inadvertance : ses épines ont tendance à se casser dans la plaie, ce qui les rend presque impossibles à enlever entièrement. Heureusement, il n'est pas venimeux, et ne présente pas de grand danger si la plaie est correctement désinfectée : le corps dissoudra les morceaux de silice en quelques semaines.

### Consommation
Cet oursin était traditionnellement consommé par certaines tribus d'Indiens d'Amérique vivant sur les côtes californiennes. Aujourd'hui, cette espèce est peu exploitée, devancée par d'autres plus productives comme son proche cousin Strongylocentrotus franciscanus.

### L'oursin pourpre et la science
L'oursin pourpre, très commun sur les côtes de Californie, est un animal modèle très utilisé par la recherche scientifique, et sans doute l'échinoderme dont la biologie nous est la mieux connue. Il fut ainsi le premier échinoderme à voir son génome entièrement séquencé, en 2006.

## Taxinomie
La taxinomie des Strongylocentrotidae n'est pas encore très bien établie. Des études génétiques récentes suggèrent que les espèces Allocentrotus fragilis, Hemicentrotus pulcherrimus, Strongylocentrotus intermedius, Strongylocentrotus purpuratus, Strongylocentrotus pallidus et Strongylocentrotus droebachiensis feraient toutes partie d'un même clade monophylétique, redistribuant ainsi les cartes de ces espèces dans de nouveaux genres.